# Сангели, Андрей Николаевич
Андрей Николаевич Сангели (рум. Andrei Sangheli; род. 20 июля 1944, Гринауцы, Единецкий уезд, Молдавская ССР, СССР) — молдавский политический и государственный деятель. Премьер-министр Республики Молдова (1992-1997).

## Биография
Андрей Сангели родился 20 июля 1944 года в селе Гринауцы Единецкого уезда МССР (сейчас Окницкий район Республики Молдова). По профессии инженер-агроном. Член ЦК КПСС (1990—1991).
6 июня 1990 года Андрей Сангели назначается министром сельского хозяйства и пищевой промышленности Молдавской Советской Социалистической Республики до 27 августа 1991 года и остался на этой должности до 1 июля 1992 года в качестве министра сельского хозяйства и пищевой промышленности Республики Молдова
1 июля 1992 года президент Республики Молдова Мирча Снегур утвердил в должности премьер-министра Андрея Сангели. Назначение Андрея Сангели премьер-министром было одним из условий «Конвенции Ельцин-Снегур», что обеспечило формирование правительства «примирения». 5 апреля 1994 года вновь утверждён премьер-министром Республики Молдова.
Андрей Сангели — кандидат Аграрно-демократической партии Молдовы (АДПМ) на президентских выборах 1996 года. По их результатам, Сангели занял 4-е место с 9,47 % голосов избирателей.
24 декабря 1996 года[уточнить] правительство Андрея Сангели было отправлено в отставку. Андрей Сангели баллотировался в парламент Республики Молдова на выборах 1998 года по списку АДПМ, однако партия не преодолела избирательный барьер.

## Первое правительство Сангели
| Должность                                                                                           | Имя                 | Партия       | Дата назначения | Дата освобождения |
| --------------------------------------------------------------------------------------------------- | ------------------- | ------------ | --------------- | ----------------- |
| Премьер-министр                                                                                     | Андрей Сангели      | АДПМ         | 1 июля 1992     | 5 апреля 1994     |
| Вице-премьер-министры                                                                               |                     |              |                 |                   |
| Первый вице-премьер-министр                                                                         | Николай Андронати   | Беспартийные | 1 июля 1992     | 5 апреля 1994     |
| Вице-премьер-министр                                                                                | Михай Кошкодан      | Беспартийные | 1 июля 1992     | 5 апреля 1994     |
| Вице-премьер-министр                                                                                | Валентин Кунев      | Беспартийные | 1 июля 1992     | 5 апреля 1994     |
| Вице-премьер-министр                                                                                | Николай Олейник     | Беспартийные | 1 июля 1992     | 5 апреля 1994     |
| Министры                                                                                            |                     |              |                 |                   |
| Государственный министр                                                                             | Георгий Гусак       | Беспартийные | 1 июля 1992     | 5 апреля 1994     |
| Министр иностранных дел                                                                             | Николай Цыу         | Беспартийные | 1 июля 1992     | 28 октября 1993   |
| Министр иностранных дел                                                                             | Ион Ботнару (и. о.) | Беспартийные | 28 октября 1993 | 5 апреля 1994     |
| Министр экономики                                                                                   | Сергей Чертан       | Беспартийные | 1 июля 1992     | 5 апреля 1994     |
| Министр торговли и материальных ресурсов                                                            | Тудор Слэнинэ       | Беспартийные | 1 июля 1992     | 30 августа 1992   |
| Министр финансов                                                                                    | Константин Тампиза  | Беспартийные | 1 июля 1992     | 4 августа 1992    |
| Министр финансов                                                                                    | Клавдия Мельник     | Беспартийные | 4 августа 1992  | 5 апреля 1994     |
| Министр сельского хозяйства и пищевой промышленности                                                | Виталий Горинчой    | Беспартийные | 1 июля 1992     | 5 апреля 1994     |
| Министр архитектуры и строительства                                                                 | Валерий Чеботарь    | Беспартийные | 1 июля 1992     | 5 апреля 1994     |
| Министр информатики, информации и телекоммуникаций                                                  | Ион Касьян          | Беспартийные | 1 июля 1992     | 5 апреля 1994     |
| Министр коммунальных услуг и эксплуатации жилищного фонда                                           | Михаил Северован    | ПВСМ         | 1 июля 1992     | 5 апреля 1994     |
| Министр внешних экономических отношений                                                             | Андрей Кептене      | Беспартийный | 1 июля 1992     | 5 апреля 1994     |
| Министр науки и образования                                                                         | Николай Мэткаш      | НФМ          | 1 июля 1992     | 5 апреля 1994     |
| Министр молодёжи, спорта и туризма                                                                  | Пётр Сандулаки      | Беспартийный | 1 июля 1992     | 5 апреля 1994     |
| Министр культуры и религии                                                                          | Ион Унгуряну        | НФМ          | 1 июля 1992     | 5 апреля 1994     |
| Министр труда, социальной защиты и семьи                                                            | Дмитрий Нидельку    | Беспартийный | 1 июля 1992     | 5 апреля 1994     |
| Министр здравоохранения                                                                             | Георгий Гидирим     | НФМ          | 1 июля 1992     | 5 апреля 1994     |
| Министр юстиции                                                                                     | Алексей Барбэнягрэ  | НФМ          | 1 июля 1992     | 5 апреля 1994     |
| Министр национальной безопасности                                                                   | Василий Калмой      | Беспартийные | 1 июля 1992     | 5 апреля 1994     |
| Министр внутренних дел                                                                              | Константин Анточ    | Беспартийные | 1 июля 1992     | 5 апреля 1994     |
| Министр обороны                                                                                     | Ион Косташ          | Беспартийные | 1 июля 1992     | 29 июля 1992      |
| Министр обороны                                                                                     | Павел Крянгэ        | Беспартийные | 29 июля 1992    | 5 апреля 1994     |
| Члены правительства по должности                                                                    |                     |              |                 |                   |
| Генеральный директор государственного департамента по энергетическим ресурсам                       | Валерий Икоников    | Беспартийные | 1 июля 1992     | 5 апреля 1994     |
| Генеральный директор государственного департамента по газификации                                   | Борис Карандюк      | Беспартийные | 1 июля 1992     | 5 апреля 1994     |
| Генеральный директор государственного департамента по печати, полиграфии и торговли книгами         | Аурел Скобиоалэ     | Беспартийные | 1 июля 1992     | 5 апреля 1994     |
| Генеральный директор Государственного департамента по стандартам, метрологии и техническому надзору | Дмитрий Чимпоеш     | Беспартийные | 1 июля 1992     | 5 апреля 1994     |
| Генеральный директор государственного департамента по пограничному контролю                         | Георгий Хиоарэ      | Беспартийные | 1 июля 1992     | 5 апреля 1994     |
| Генеральный директор государственного департамента языков                                           | Ион Думенюк         | Беспартийные | 1 июля 1992     | 3 ноября 1992     |

## Второе правительство Сангели
| Должность                                                              | Имя                    | Партия       | Дата назначения | Дата освобождения |
| ---------------------------------------------------------------------- | ---------------------- | ------------ | --------------- | ----------------- |
| Премьер-министр                                                        | Андрей Сангели         | АДПМ         | 5 апреля 1994   | 24 декабря 1996   |
| Премьер-министр                                                        | Андрей Сангели (и. о.) | АДПМ         | 24 декабря 1996 | 24 января 1997    |
| Вице-премьер-министры                                                  |                        |              |                 |                   |
| Вице-премьер-министр                                                   | Валентин Кунев         | Беспартийный | 5 апреля 1994   | 24 января 1997    |
| Вице-премьер-министр                                                   | Ион Гуцу               | АНМ          | 5 апреля 1994   | 24 января 1997    |
| Вице-премьер-министр                                                   | Валерий Булгарь        | АДПМ         | 5 апреля 1994   | 24 января 1997    |
| Вице-премьер-министр, Министр экономики                                | Валерий Бобуцак        | Беспартийные | 5 апреля 1994   | 24 января 1997    |
| Вице-премьер-министр                                                   | Григорий Ожог          | Беспартийные | 17 июня 1996    | 24 января 1997    |
| Министры                                                               |                        |              |                 |                   |
| Государственный министр                                                | Георгий Гусак          | Беспартийные | 5 апреля 1994   | 24 января 1997    |
| Министр иностранных дел                                                | Михаил Попов           | Беспартийные | 5 апреля 1994   | 24 января 1997    |
| Министр финансов                                                       | Валерий Кицан          | Беспартийные | 5 апреля 1994   | 24 января 1997    |
| Министр приватизации и администрирования государственной собственности | Вячеслав Чобану        | Беспартийные | 5 апреля 1994   | 24 января 1997    |
| Министр промышленности                                                 | Григорий Трибой        | Беспартийные | 5 апреля 1994   | 24 января 1997    |
| Министр сельского хозяйства и пищевой промышленности                   | Виталий Горинчой       | Беспартийные | 5 апреля 1994   | 24 января 1997    |
| Министр коммуникаций и информатики                                     | Ион Касьян             | Беспартийные | 5 апреля 1994   | 24 января 1997    |
| Министр транспорта и дорожного хозяйства                               | Василий Иовв           | Беспартийные | 5 апреля 1994   | 24 января 1997    |
| Министр образования                                                    | Пётр Гаугаш            | Беспартийные | 5 апреля 1994   | 24 января 1997    |
| Министр культуры                                                       | Михаил Чиботару        | Беспартийные | 5 апреля 1994   | 24 января 1997    |
| Министр здравоохранения                                                | Тимофей Мошняга        | АДПМ         | 5 апреля 1994   | 24 января 1997    |
| Министр труда, социальной защиты и семьи                               | Дмитрий Нидельку       | Беспартийный | 5 апреля 1994   | 24 января 1997    |
| Министр коммунальных услуг и эксплуатации жилищного фонда              | Михаил Северован       | ПВСМ         | 5 апреля 1994   | 24 января 1997    |
| Министр по связям с Парламентом                                        | Виктор Пушкаш          | НФМ          | 5 апреля 1994   | 24 февраля 1995   |
| Министр обороны                                                        | Павел Крянгэ           | Беспартийные | 5 апреля 1994   | 24 января 1997    |
| Министр внутренних дел                                                 | Константин Анточ       | Беспартийные | 5 апреля 1994   | 24 января 1997    |
| Министр юстиции                                                        | Василий Стурза         | Беспартийные | 5 апреля 1994   | 24 января 1997    |
| Министр национальной безопасности                                      | Василий Калмой         | Беспартийные | 5 апреля 1994   | 24 января 1997    |